# Eupithecia higa
Eupithecia higa es una especie de polilla de la familia Geometridae. La especie fue descrita por primera vez por Paul Dognin habiendo sido descrita en 1899, con distribución en Ecuador. El holotipo de la especie fue descrita en los alrededores del sector El Monje, al sur de la ciudad de Loja.

## Descripción
E. herczigi es una polilla pequeña con una envergadura de unos 20 milímetros (0,8 plg). El ala anterior es de color blanco pizarroso brillante con la nervadura cortada en negro y un pequeño punto celular. El envés es de color blanco grisáceo con la punta celular presente. El ala posterior es más clara con un pequeño punto celular, un borde marrón y algunos puntos negros en el borde abdominal. El envés es de color similar, pero con un tono terminal marrón. La cabeza y la parte superior del cuerpo son pizarrosas.